# Тайсойганський сільський округ
Тайсойга́нський сільський округ (каз. Тайсойған ауылдық округі, рос. Тайсойганский сельский округ) — адміністративна одиниця у складі Кзилкогинського району Атирауської області Казахстану. Адміністративний центр та єдиний населений пункт — село Тайсойган.
Населення — 889 осіб (2021; 866 у 2009, 794 у 1999, 584 у 1989).
Станом на 1989 рік існувала Кизилкогинська сільська рада (села Карабау, Тайсойган). 1993 року село Тайсойган утворило окремий Тайсойганський сільський округ.